# 棗荘駅
棗荘駅 (中国語:枣庄站、英語Zaozhuang Railway Station) は、中国の山東省棗荘市薛城区にある京滬高速鉄道の駅である。

## 所属路線
- 中国国鉄
  - 京滬高速鉄道：北京南駅より625km、上海虹橋駅まで677km

## 駅構造
島式ホーム2面4線の駅である。

## 歴史
- 2011年6月30日 - 京滬高速鉄道が開業

## 隣の駅
中国国鉄
京滬高速鉄道
滕州東駅 - 棗荘駅 - 徐州東駅